# II. DDR-Liga
De II. DDR-Liga was het derde voetbalniveau in de DDR tussen 1955 en 1963.
Tot 1955 en ook na 1963 was het derde niveau ingedeeld in 15 bezirkliga's. Na het seizoen 1954/55 werden de drie competities (staffel) van de DDR-Liga omgevormd tot één competitie die de I. DDR-Liga genoemd werd. Hieronder werd de II. DDR-Liga ingesteld die uit twee staffel bestond. Het eerste jaar was een overgangsjaar waarin ook van een herfst-voorjaarscompetitie naar een kalenderjaarcompetitie gegaan werd. De beide kampioenen promoveerden naar de DDR-Liga en de onderste drie degradeerden naar de bezirkliga's. Vanaf 1958 werd er in vijf staffel gespeeld waarna in een play-off om drie promotieplaatsen gespeeld werd door de winnaars. In het seizoen 1961/62 promoveerden vijftien teams omdat er weer twee staffel in de DDR-Liga kwamen en er weer in een herfst-voorjaarscompetitie gespeeld ging worden. Voor het seizoen 1963/64 werd het aantal teams in de DDR-Liga uitgebreid en werd de II DDR-Liga opgeheven. De bezirkliga's werden weer het derde niveau.

## Overzicht promovendi
- 1955: Overgangsronde
- 1956: Stahl Stalinstadt, Lokomotive Weimar
- 1957: Dynamo Eisleben, Motor Bautzen
- 1958: Dynamo Dresden, Motor Steinach
- 1959: Dynamo Hohenschönhausen, Vorwärts Cottbus, Motor Karl-Marx-Stadt
- 1960: Vorwärts Neubrandenburg, Motor Dessau, Stahl Eisenhüttenstadt
- 1961/62: TSC Oberschöneweide, Vorwärts Rostock, SC Neubrandenburg, Turbine Magdeburg, Dynamo Frankfurt, Motor Süd Brandenburg, Vorwärts Leipzig, Motor Nordhausen-West, Lokomotive Halberstadt, Motor West Karl-Marx-Stadt, Aktivist Zwickau, Motor Bautzen, Motor Weimar, Motor Steinach, Motor Eisenach
- 1962/63: Dynamo Schwerin, Motor Köpenick, Stahl Lippendorf, Motor Dessau, BSG Stahl Riesa, Stahl Eisleben